# Aílton Gonçalves da Silva
Aílton Gonçalves da Silva (Mogeiro, Paraíba, 19 de julio de 1973), conocido simplemente como Aílton y apodado por los alemanes como «Kugelblitz» (‘rayo globular’ en alemán, por su físico corpulento y su rápida velocidad de carrera), es un exfutbolista brasileño que jugaba de delantero, siendo su último equipo el Hassia Bingen de la sexta división alemana.
Se despidió del fútbol a los 41 años, el 6 de septiembre de 2014, jugando con el Werder Bremen alemán, un partido amistoso que enfrentó al equipo de la temporada 2003-04 (temporada en la que se hizo famoso en el club alemán) y otras estrellas del fútbol. Ídolo del Werder Bremen, atrajo a más de 40 000 aficionados al Weserstadion para su despedida.
Después del suizo Stéphane Chapuisat y del brasileño Giovane Élber, Aílton es el tercero de los seis futbolistas extranjeros que han marcado más de cien goles en la primera división alemana, junto con el peruano Claudio Pizarro, el polaco Robert Lewandowski y el bosniohercegovino Vedad Ibišević.

## Trayectoria
Aílton Gonçalves da Silva comenzó en su país natal, Brasil, donde jugó con el Mogi Mirim Esporte Clube, el Santa Cruz F. C. y el Guarani F. C. Posteriormente, fichó por los Tigres de la UANL de México, para después fichar por el SV Werder Bremen de Alemania en 1998-99.
Tuvo algunas dificultades en su primera temporada, anotando solo dos goles en la liga, pero se convirtió en un gran jugador. El Werder Bremen ganó la Copa de Alemania en 1999. Sin embargo, Aílton no participó en la final, que se ganó en los penaltis contra el Bayern de Múnich. En la temporada 1999-00 marcó doce goles, trece en la 2000-01, dieciséis en la 2001-02 y 2002-03, y la temporada siguiente marcó veintiocho goles. Ganó tanto la liga como la copa alemanas con el Werder Bremen.
Gracias a sus logros en el Werder Bremen, en 2004 fue elegido el primer extranjero en ganar el premio al futbolista del año en Alemania. En la temporada 2004-05, se incorporó al F. C. Schalke 04, un fichaje lucrativo. Según Rudi Völler, ha sido la mejor adquisición de la historia de este club.
Al no ser internacional con la selección brasileña, en marzo de 2004 la Asociación de Fútbol de Catar intentó incentivar a Aílton para que jugara con su selección nacional ofreciéndole la ciudadanía catarí, además de un millón de euros inicial y 400 000 euros al año por sus servicios. La FIFA intervino y bloqueó la operación, endureciendo como resultado los requisitos de elegibilidad internacional.
Aílton era conocido como un enfant terrible y concedía entrevistas emotivas y llenas de melodrama durante su estancia en Alemania. En julio de 2005, Rıza Çalımbay lo fichó por el Beşiktaş J. K. por 3,5 millones de euros, pero no logró demostrar todo su potencial. La gerencia del club turco lo trajo al equipo con grandes esperanzas, pero su falta de olfato goleador puso a los fanáticos en su contra y querían que lo reemplazara con otro delantero de calidad lo antes posible. Al no haber logrado encontrar club en enero de 2006, Aílton intentó escapar hacia Brasil, pero fue detenido en el aeropuerto por el entrenador interino del Beşiktaş, Mehmet Eksi. Sin embargo, como no había encontrado un nuevo club durante el invierno, regresó a Estambul y se enfrentó a su antiguo equipo, el Werder Bremen, en la Copa Efes, anotando un triplete para el Beşiktaş.
Regresó a Alemania cedido al Hamburgo S. V. en enero de 2006, pero se rompió la mandíbula en su segunda aparición con el club, un partido de visitante contra el Hannover 96, y se perdió la mayor parte del resto de la temporada. A su regreso marcó tres goles. Por ello, el Hamburgo no se decidió a fichar a Aílton por la suma previamente acordada de 1,75 millones de euros.
Aílton tuvo que regresar al Beşiktaş J. K., donde seguía en desgracia. Como resultado, fue traspasado al Estrella Roja de Belgrado, club serbio, donde fichó el 31 de agosto de 2006. Durante el receso invernal de la temporada 2006-07, Aílton fue cedido al Grasshopper Club Zúrich. Durante su estancia en Suiza, marcó ocho goles. El club suizo anunció no renovar el contrato de Aílton y éste fue fichado por el recién ascendido MSV Duisburgo a la Bundesliga en julio de 2007 con un contrato de un año. Lamentablemente, no cumplió con las expectativas de su nuevo club. Incluso demostró una conducta poco profesional al llegar tarde de las vacaciones de invierno. El contrato fue cancelado a finales de febrero de 2008, se dirigió a Ucrania (F. K. Metalurg Donetsk) y a Austria  (S. C. Rheindorf Altach) antes de firmar con el Campinense Clube brasileño el 12 de marzo de 2009. En el verano de 2009, firmó un contrato con el equipo chino Chongqing Liangjiang.
El 2 de diciembre de 2009, el KFC Uerdingen 05 fichó al delantero brasileño hasta el 30 de junio de 2011, pero se marchó el 22 de julio de 2010 al F. C. Oberneuland. El contrato con el Oberneuland se rescindió de mutuo acuerdo el 4 de febrero de 2011. Se unió al equipo de sexta división BFV Hassia Bingen para la temporada 2012-13, donde anotó dos goles en su debut después de ser sustituido en el minuto 68 y ayudó al club a atraer un récord de liga de 1 300 espectadores para el partido.

## Palmarés
| Palmarés         | Equipo        | Año     |
| ---------------- | ------------- | ------- |
| Bundesliga       | Werder Bremen | 2003-04 |
| Copa de Alemania | Werder Bremen | 2004-05 |

### Distinciones individuales
| Distinción                                  | Año  |
| ------------------------------------------- | ---- |
| Máximo goleador de la Bundesliga (28 goles) | 2004 |